# Teemu Pukki
Teemu Pukki, född 29 mars 1990 i Kotka, är en finländsk fotbollsspelare (anfallare) som spelar för HJK Helsingfors. Sedan 2009 spelar Pukki även för Finlands herrlandslag i fotboll.

## Klubbkarriär
Teemu Pukki spelade som barn i HoPS. Han debuterade i klubben KTP i Tipsligan år 2006, som 16-åring. Han spelade därefter i Sevilla, HJK, Schalke 04, Celtic och Bröndby IF. Den 30 juni 2018 värvades Pukki av Norwich City, där han skrev på ett treårskontrakt. Under sin första säsong i Norwich vann han skytteligan i Championship med 29 mål. Under Premier League-säsongen 2019-2020 gjorde han 11 mål på 36 matcher. 
Säsongen 2020/2021 kom Pukki på en tredje plats i skytteligan i Championship med 26 mål. Ivan Toney vann skytteligan det året med 33 mål i Championship. 
Den 27 juni 2023 värvades Pukki av Major League Soccer-klubben Minnesota United, där han skrev på ett tvåårskontrakt.

## Landslagskarriär
Pukki debuterade i Finlands landslag den 29 mars 2009 i en träningslandskamp mot Japan. Pukki gjorde 10 mål i EM-kvalet till EM 2020, då Finland kvalificerade sig till sitt första stora mästerskap i historien.